# Palazzo dei Diamanti
(Giosuè Carducci, Alla città di Ferrara)
Il Palazzo dei Diamanti è uno dei monumenti più celebri di Ferrara e del Rinascimento italiano, situato in corso Ercole I d'Este, nel Quadrivio degli Angeli, proprio al centro dell'Addizione Erculea.

## Storia

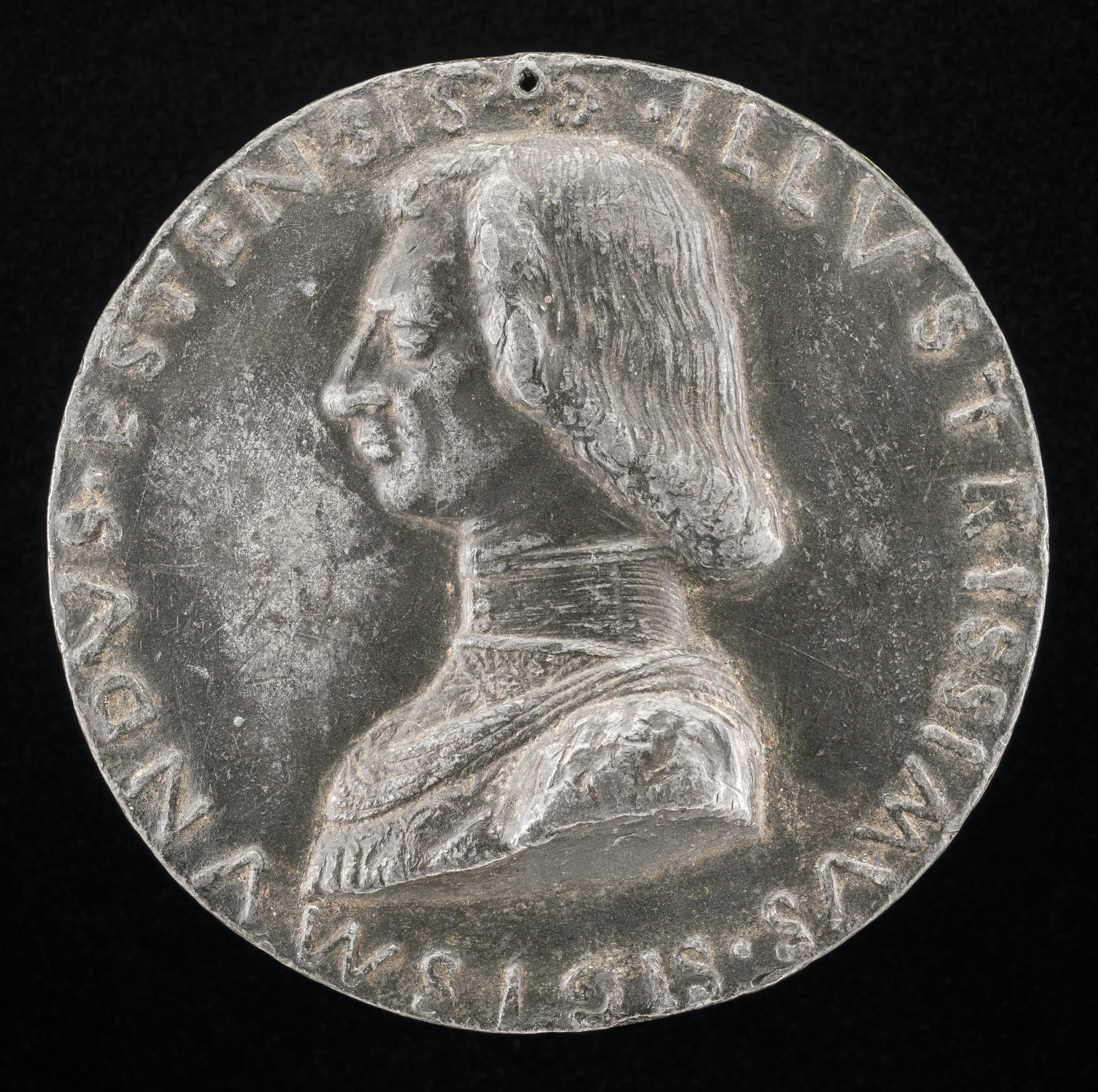
Sigismondo d'Este, committente del palazzo, fratello di Ercole I.

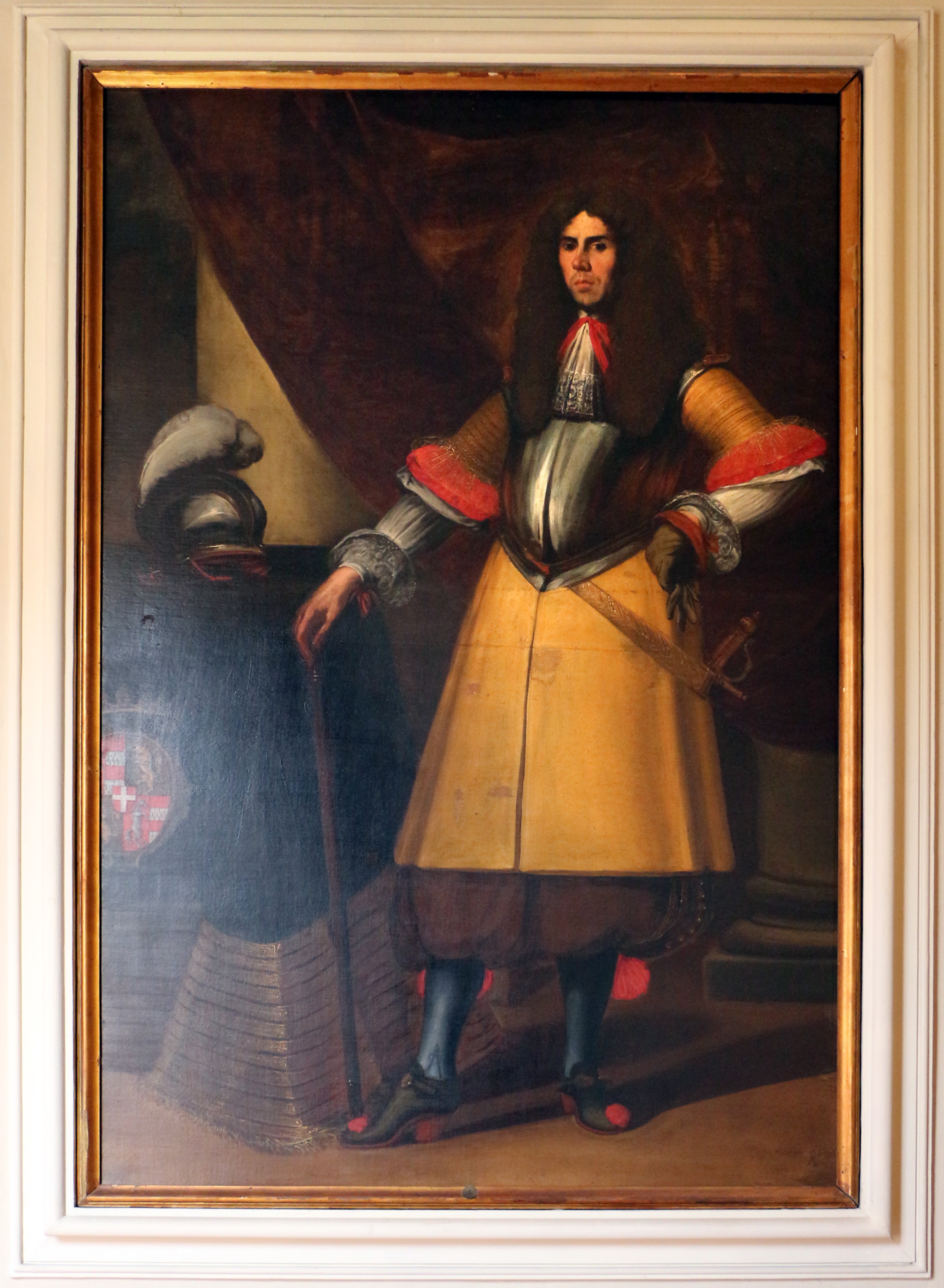
Francesco IV Villa, tra gli ultimi proprietari del palazzo prima che diventasse bene comunale.

Il palazzo fu progettato da Biagio Rossetti per conto di Sigismondo I d'Este, fratello del duca Ercole I d'Este, nel 1492. Agli inizi degli anni novanta intervenne in una discussione tra studiosi in merito alla paternità dell'opera, portando i risultati delle sue ricerche, anche il maestro Adriano Franceschini.
Rimangono dubbi sui modelli che potrebbero aver ispirato il Rossetti e la questione è ancor oggi aperta. Tra questi Bruno Zevi cita Palazzo Sanuti Bevilacqua Degli Ariosti che divenne proprietà dei Bevilacqua, a Bologna, Palazzo Raimondi, a Cremona, Palazzo detto Steripinto a Sciacca, parte della chiesa del Gesù Nuovo, a Napoli ed altri edifici che probabilmente furono sconosciuti all'architetto degli Este. La costruzione vera e propria avvenne tra il 1493 e il 1503, il piano superiore in questo periodo era arricchito da finestre bifore, con colonnette corinzie, le successive modifiche avvenute fra il 1567 e il 1570 opera di Galasso Alghisi, talvolta indicato come Galeazzo Alghisi o Galeazzo da Carpi,  potrebbero aver riguardato il fascione in laterizio che corona il palazzo, l'inserimento del balconcino d'angolo, la forma e la disposizione delle finestre in facciata.
Il palazzo fu abitato in maniera discontinua da componenti la casa d'Este fino alla devoluzione di Ferrara alla Santa Sede avvenuta nel 1598. In particolare dal 1586 fu la residenza di Cesare d'Este, cugino del duca Alfonso II d'Este e di sua moglie Virginia de' Medici figlia di Cosimo I e Camilla Martelli. In questo periodo furono decorati i tre ambienti che si affacciano su corso Biagio Rossetti (l'antica via di san Benedetto o dei Prioni) e che costituivano l'appartamento di Virginia de' Medici. I soffitti a cassettoni e i fregi della «stanza matrimoniale» (1589 - 1590) e della «stanza del parto» (1591) furono realizzati prevalentemente da Giulio Belloni e da suoi aiuti e sono in parte visibili in loco. Altri dipinti su tela realizzati dai Carracci e da Gaspare Venturini per la «stanza del poggiolo» (1592) sono conservati presso la galleria Estense di Modena. Sempre alla galleria Estense si trova una serie di quattro tele rettangolari attribuite a Gaspare Venturini, altre parti del ciclo appartengono ora a collezioni private, raffiguranti allegorie provenienti dal «camerino» dei libri di Cesare. Il camerino è stato ipotizzato si trovasse nell'ala sud del palazzo a piano terra e le decorazioni furono realizzate tra il 1592-1593..
Nel 1641 il palazzo fu ceduto, da Francesco I d'Este, nipote e successore di Cesare d'Este al marchese Guido I Villa. I nuovi proprietari modificarono il portale d'ingresso facendo eseguire le modanature e le due candelabre laterali. Diversi ritratti dei componenti la famiglia Villa sono visibili nella sala d'ingresso della pinacoteca.
Nel 1842 il palazzo fu acquistato dal Comune di Ferrara al fine di ospitarvi la pinacoteca e l'Ateneo Civico.
Durante i bombardamenti del 1944 che colpirono la città, l'edificio fu danneggiato e andarono perdute parte delle opere conservate nei depositi.
Dopo il terremoto dell'Emilia del 2012 è stato oggetto di restauro.

## Architettura

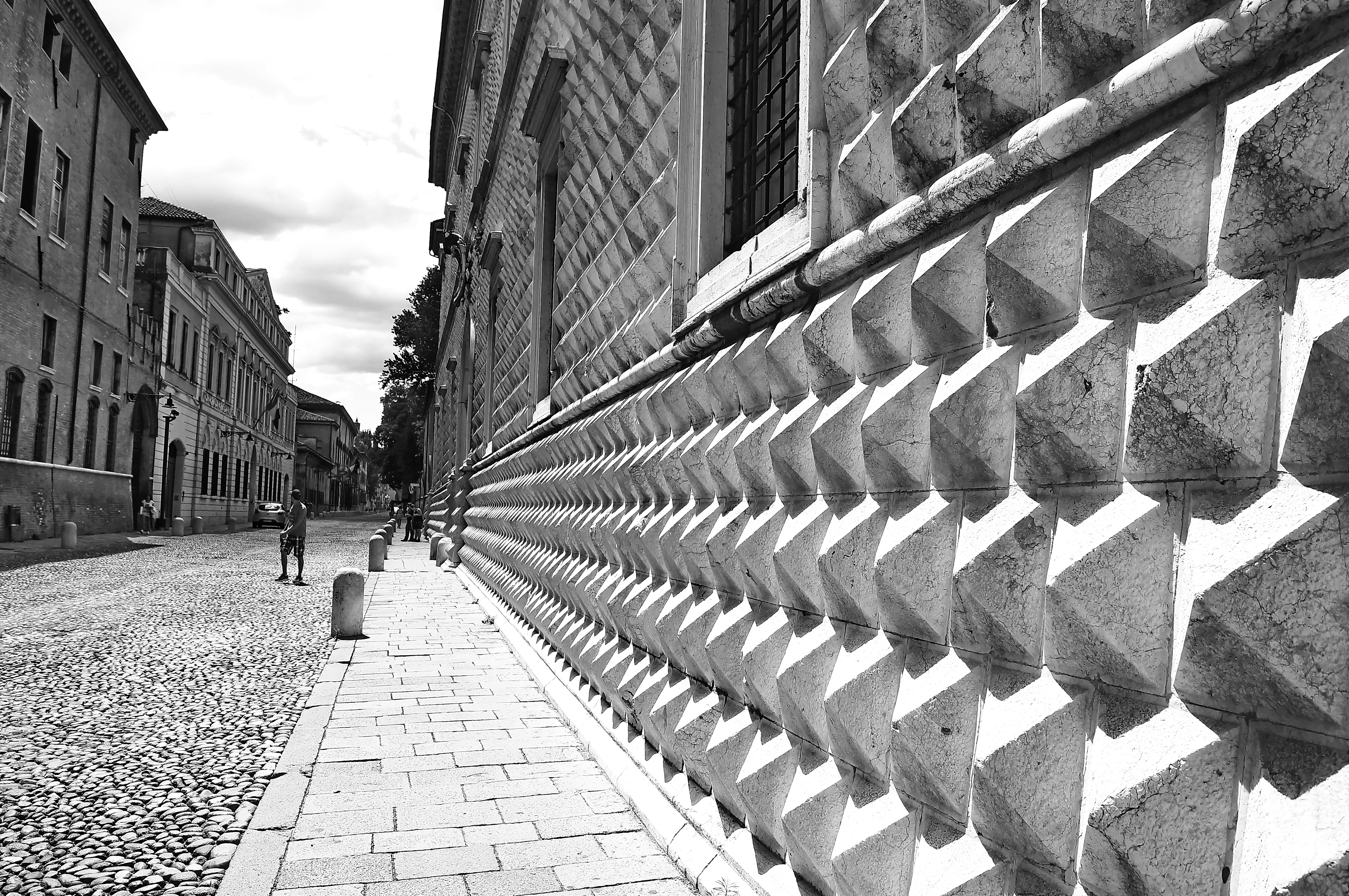
Le bugne

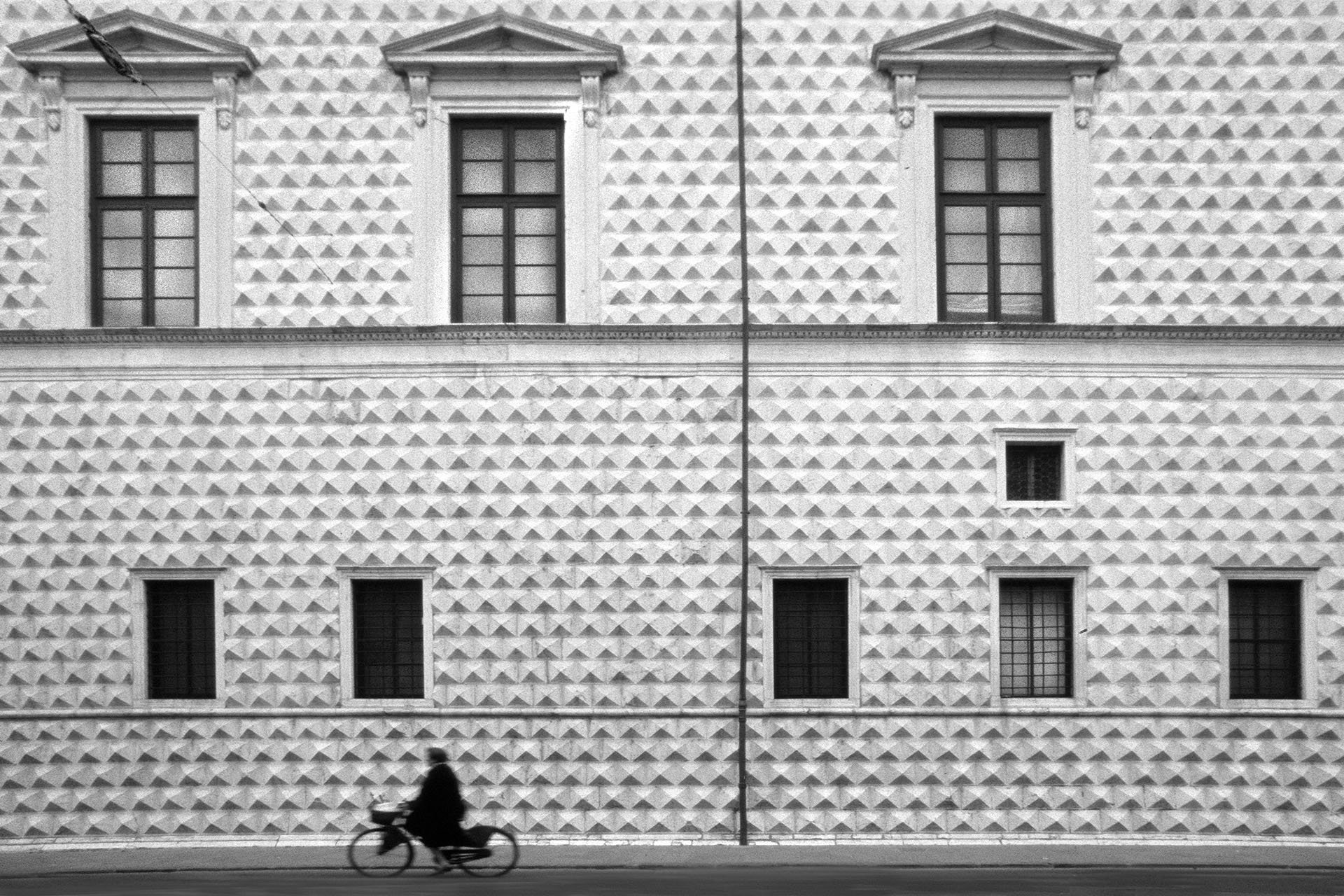
Facciata di palazzo Diamanti su corso Biagio Rossetti

La sua caratteristica principale è il bugnato esterno a forma di punte di diamanti, che danno il nome al palazzo. I circa 8.500 blocchi di marmo bianco venato di rosa creano pregevoli effetti prospettici grazie alla diversa conformazione delle punte, orientate diversamente a seconda della collocazione in modo da catturare al meglio la luce (ora verso terra, ora centralmente e verso l'alto nel risalire dalla parte inferiore del monumento).
Celebri anche le candelabre e le decorazioni fitomorfe d'angolo tradizionalmente attribuite a Gabriele Frisoni un tagliapietre originario di Mantova che risiedeva a Verona, mentre la pilastra d'angolo sopra al balconcino, venne rifatta dallo scultore ferrarese Gaetano Davia.
All'interno presenta una tipica corte rinascimentale con chiostro e un pozzo di marmo, situazione presente e tipica in molti giardini interni nei palazzi di Ferrara.
Da notare che il Palazzo delle Faccette nel Cremlino di Mosca è stato finito un anno prima dell'inizio della costruzione del Palazzo dei Diamanti.

## Spazio espositivo
Al piano inferiore si trova lo spazio espositivo che ospita tradizionalmente mostre temporanee di alto livello, tra le quali:
- I TAL YA'. Isola della rugiada divina. Duemila anni di arte e vita ebraica in Italia, dal 18 marzo al 17 giugno 1990[7]
- Claude Monet e i suoi amici. La collezione Monet da Giverny al Marmottan, dal 15 febbraio al 15 maggio 1992
- Marc Chagall 1908-1985, dal 20 settembre 1992 al 3 gennaio 1993
- Pittura e realtà, dal 28 febbraio al 30 maggio 1993
- Paul Gauguin e l'avanguardia russa, dal 1º aprile al 2 luglio 1995
- Max Klinger, dal 17 marzo al 16 giugno 1996
- Pompei. Abitare sotto il Vesuvio, dal 26 settembre 1996 al 19 gennaio 1997
- Camille Pissarro, dal 15 febbraio al 10 maggio 1998
- Dosso Dossi. Pittore a Ferrara nel Rinascimento, dal 26 settembre al 14 dicembre 1998
- Rubens e il suo secolo, dal 28 marzo al 27 giugno 1999
- Picasso. Scolpire e dipingere la ceramica, dal 20 febbraio al 21 maggio 2000
- Da Canaletto a Constable. Vedute di città e di campagna dallo Yale Center for British Art, dal 25 febbraio al 20 maggio 2001
- Alfred Sisley. Poeta dell'Impressionismo, dal 17 febbraio al 19 maggio 2002
- Degas e gli italiani a Parigi, dal 14 settembre al 16 novembre 2003
- Il Cubismo. Rivoluzione e tradizione, dal 3 ottobre 2004 al 1º maggio 2005
- Corot. Natura, emozione, ricordo, dal 9 ottobre 2005 all'8 gennaio 2006
- Il simbolismo. Da Moreau a Gauguin a Klimt, dal 18 febbraio al 20 maggio 2007
- Cosmè Tura e Francesco del Cossa. L'arte a Ferrara nell'età di Borso d'Este, dal 23 settembre 2007 al 6 gennaio 2008
- Miró: la terra, dal 17 febbraio al 25 maggio 2008
- Turner e l'Italia, dal 16 novembre 2008 al 22 febbraio 2009
- Boldini nella Parigi degli Impressionisti, dal 20 settembre 2009 al 10 gennaio 2010
- Da Braque a Kandinsky a Chagall. Aimé Maeght e i suoi artisti, dal 28 febbraio al 2 giugno 2010
- Chardin. Il pittore del silenzio, dal 17 ottobre 2010 al 30 gennaio 2011
- Gli anni folli. La Parigi di Modigliani, Picasso, Dalí 1918-1933, dall'11 settembre 2011 all'8 gennaio 2012
- Lo sguardo di Michelangelo Antonioni e le arti, dal 10 marzo 2013 al 9 giugno 2013
- Zurbarán (1598 –1664), dal 14 settembre 2013 al 6 gennaio 2014
- Matisse, la figura. La forza della linea, l'emozione del colore, dal 22 febbraio al 15 giugno 2014
- La rosa di fuoco. La Barcellona di Picasso e Gaudí, dal 19 aprile al 19 luglio 2015
- De Chirico a Ferrara. Metafisica e avanguardie, dal 14 novembre 2015 al 28 febbraio 2016
- Orlando furioso 500 anni. Cosa vedeva Ariosto quando chiudeva gli occhi, dal 24 settembre 2016 al 29 gennaio 2017
- Carlo Bononi: l’ultimo sognatore dell’Officina ferrarese, dal 14 ottobre 2017 al 7 gennaio 2018
- Stati d'animo, Arte e psiche tra Previati e Boccioni, dal 3 marzo al 10 giugno 2018
- Courbet e la natura, dal 22 settembre 2018 al 6 gennaio 2019
- Boldini e la moda, dal 16 febbraio al 2 giugno 2019
- De Nittis e la rivoluzione dello sguardo, dal 1º dicembre 2019 al 13 aprile 2020 (conclusa anzitempo per l'epidemia da Covid-19[8])
- Un artista chiamato Banksy, dal 30 maggio al 27 settembre 2020
- Antonio Ligabue Una vita d’artista (1899 - 1965), dal 31 ottobre 2020 al 5 aprile 2021.
- Rinascimento a Ferrara - Ercole de Roberti e Lorenzo Costa, dal 18 febbraio al 19 giugno 2023
- Il Cinquecento a Ferrara. Mazzolino, Ortolano, Garofalo, Dosso, dal 12 ottobre 2024 al 16 febbraio 2025

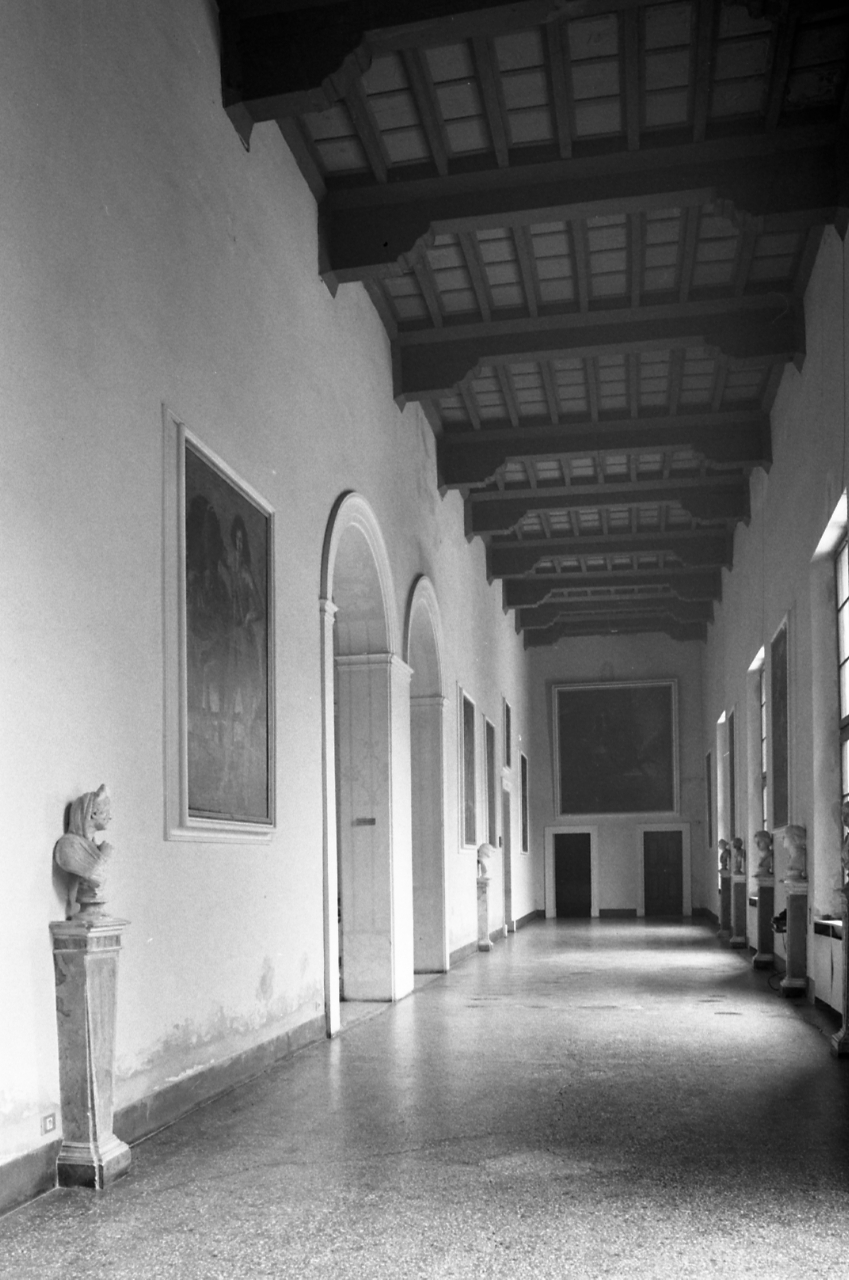
La pinacoteca nazionale nel 1980 in un servizio di Paolo Monti.

## Pinacoteca nazionale
La pinacoteca con sede a Ferrara raccoglie opere di artisti ferraresi e non solo principalmente del Quattrocento e del Cinquecento. 
Tra di loro: Serafino de' Serafini, Cosmè Tura, Ercole de' Roberti, Michele Pannonio, Andrea Mantegna, Benvenuto Tisi da Garofalo, Dosso Dossi, Carpaccio, Bastianino, Ippolito Scarsella, Carlo Bononi, Guercino e diversi altri.